# Албанцы в Северной Македонии

Флаг албанцев в Северной Македонии

Албанцы (макед. Македонски Албанци, алб. Shqiptarët në Maqedoninë e Veriut) являются исторически крупнейшим этническим, языковым и религиозным меньшинством в Северной Македонии. Согласно данным последней переписи населения 2021 года, из 2 097 319 граждан Республики Македонии, 446 245 (24.3%) являются этническими албанцами. Албанское  меньшинство  проживает в сельской местности в северо-западных, западных, а также некоторых центральных районах страны, а также абсолютно преобладает в двух городах страны. В относительном выражении албанские общины наиболее значительны в муниципалитетах Тетово (70,3 % от общей численности населения), Гостивар (66,7 %), Дебар (58,1 %), Струга (56,8 %), Кичево (54,5 %), Куманово (25,8 %) и Скопье (20,5 %).

## История

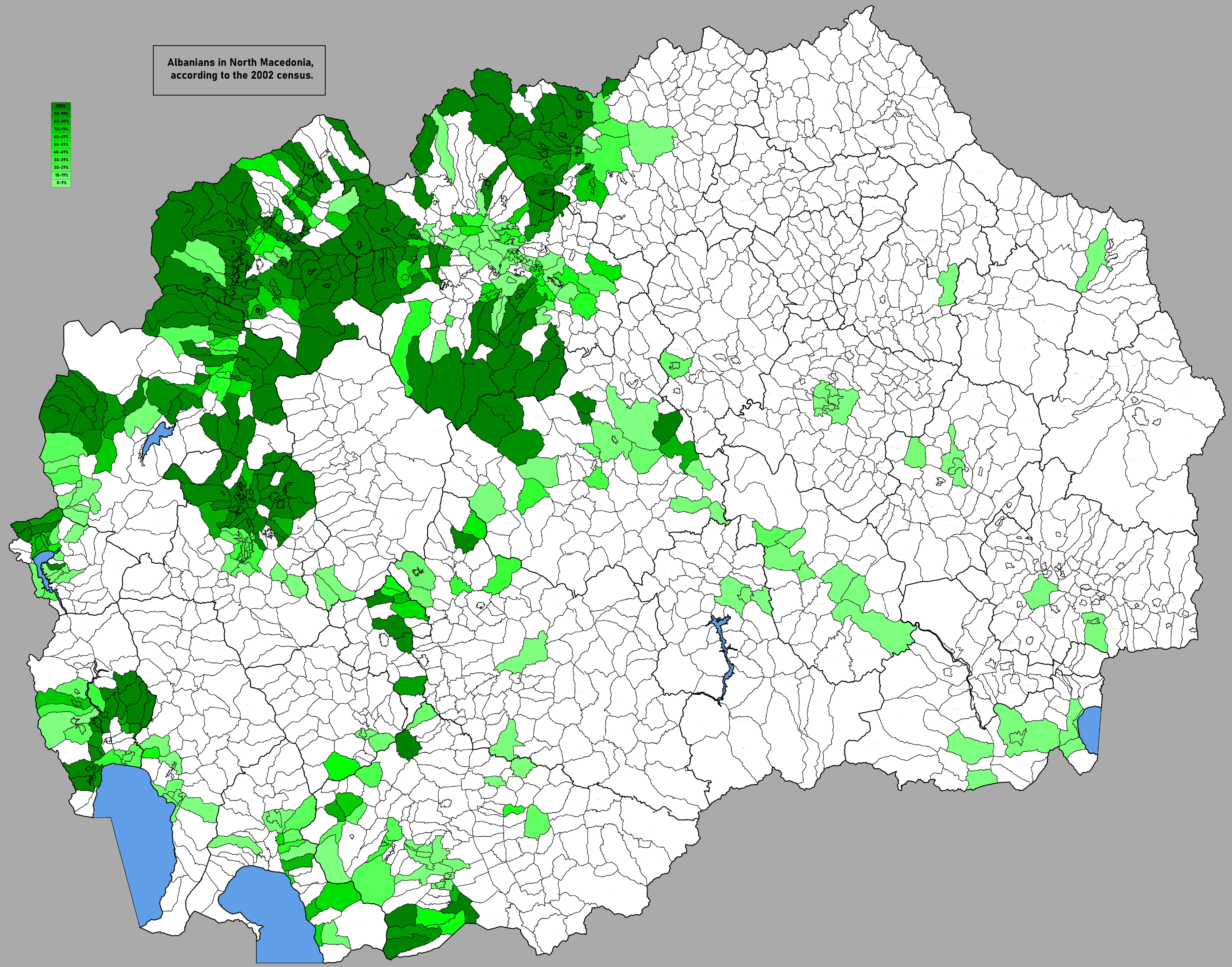
Расселение македонских албанцев по переписи 2002 года

Расселение македонских албанцев по переписи 2021 года

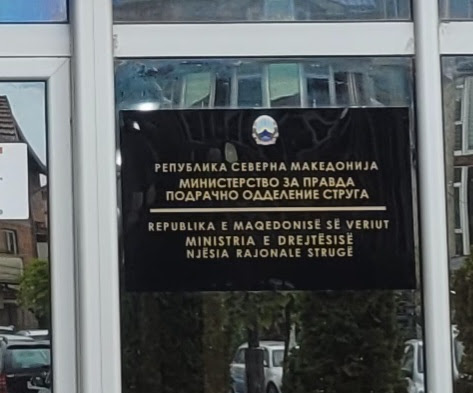
Вывеска на македонском и албанском языках на отделении министерства юстиции в городе Струга.

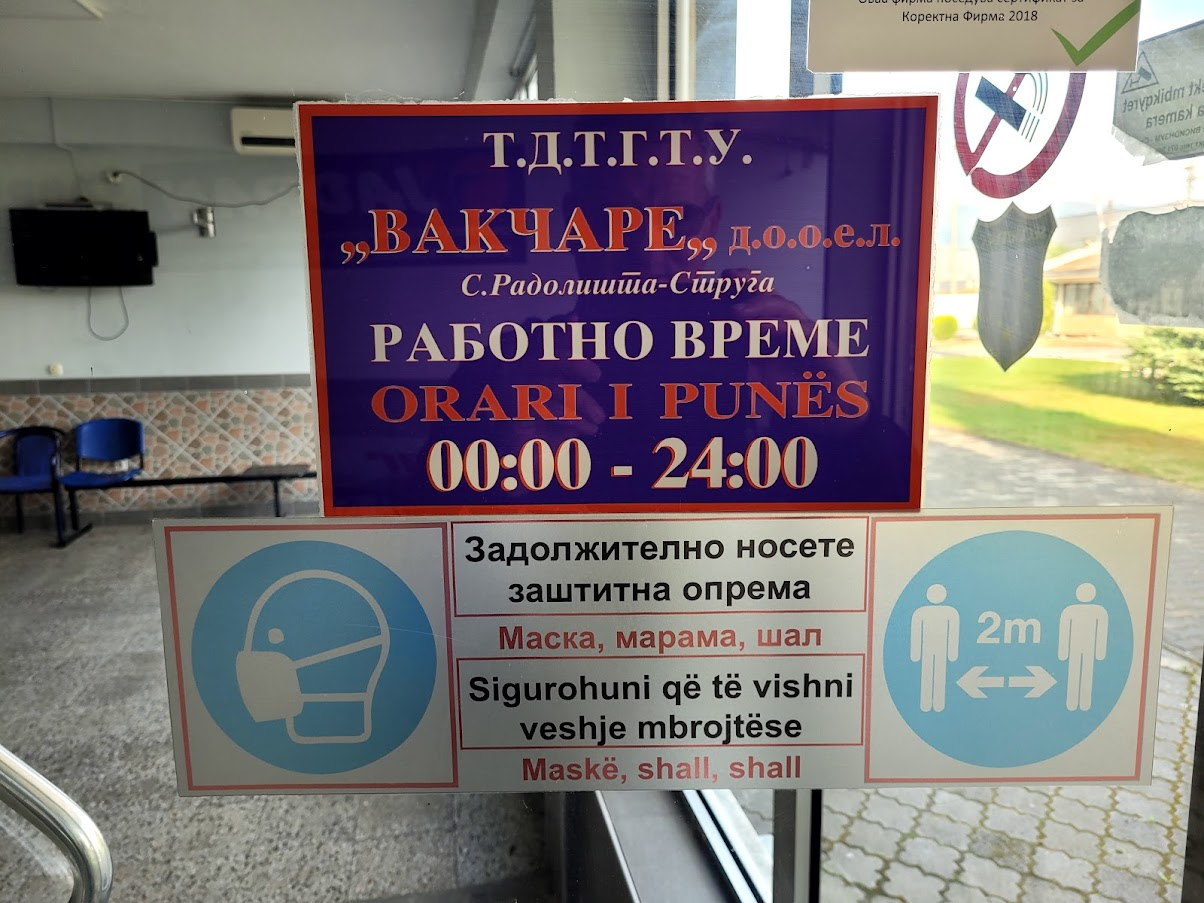
Указатели на македонском и албанском языках на автовокзале в городе Струга.

Османская перепись 1467—1468 зафиксировало присутствие всего лишь 84 албанских домохозяйств на территории всего Македонского вилайета. До конца XVIII присутствие этнических албанцев на территории современной Северной Македонии имело в целом маргинальный характер. Однако, османские власти, которые проводили довольно успешную политику исламизации албанцев, естественно стремились изменить этно-религиозный баланс в регионе в пользу мусульман с целью образовать сплошной мусульманский ареал от Босфора до Адриатики. Османский наместник албанского происхождения Абдурахман-пашa был инициатором продолжающегося расселения албаноноязычных мусульман всё дальше на восток. Агрессивные методы «зачистки» населения уже имеющихся поселений приводили к оттоку славянского населения всё дальше на восток. Небольшие группы славян, оставшихся в албаноязычном окружении подверглись албанизации. В результате, к 1931 году на территории Северной Македонии численность албанцев превысила 70 000 человек. 
После установления государственной границы с Албанией миграция албанцев прекратилась, однако быстрый рост албанского населения продолжался в результате высокой рождаемости: фертильность албанских женщин начала падать гораздо позднее чем у славян, но с другой стороны снижение рождаемости у албанцев Северной Македонии было более стремительным. К примеру, в 2001 году доля албанцев среди новорожденных приближалась к 40 процентам. Но уже в 2004 году доля рожениц-албанок опустилась до 31,6 процента от общего числа  женщин, родивших детей в этом году. Оба показателя, впрочем, остаются гораздо выше доли албанцев в населении республики, что означает рост их доли в будущем до вышеуказанных показателей.
15 января 2019 года в Северной Македонии вступил в силу закон, по которому албанский язык стал вторым государственным в стране.
 Количество албанцев в Македонии